# Genseiryu Karate-do Kyohan 2
Genseiryu Karate-do Kyohan 2 is een boek van Kunihiko Tosa uit 1984. Het verwijst naar de karatestijl Genseiryu.
Het boek bevat een inleiding die geschreven is door Seiken Shukumine. De inleiding kan worden gelezen in zowel Nederlands, Engels, Japans als Deens. Het boek bevat foto's en gedetailleerde beschrijvingen van negen hoge kata's van het Genseiryu. In totaal worden er 23 kata's onderwezen en beoefend in het Genseiryu. De versies van de kata's in het boek zijn officiële versies, die erkend zijn in Japan en ook door de JKF.
Kunihiko Tosa verwijderde de basis kata Ten-i, Chi-i, Jin-i no kata van het curriculum, na overleg met Seiken Shukumine.